# Fábio Ribeiro
Fábio Ribeiro (Santo André, 26 de novembro de 1965) é um ex-futebolista brasileiro, que atuava como ponta-direita.

## Carreira
Começou sua carreira aos 17 anos, nas categorias de base do Santo André, onde ficou três anos, até despertar o interesse da diretoria do Santos Futebol Clube, para onde se transferiu em 1985.
No Peixe, Fabinho começou na categoria de base, mas logo foi profissionalizado. Até chegou a disputar alguns amistosos no time profissional, mas logo foi emprestado para o Clube Atlético Lençoense, de Lençóis Paulista, com o objetivo de ‘ganhar experiência’ no Campeonato Paulista da Divisão Intermediária de 1986. "Não fiquei no Santos porque o Osmarzinho era o ponta-direita titular em quem eles apostavam", lembra Fabinho.
No ano seguinte, se transferiu para o Democrata, de Governador Valadares e após boa participação no Campeonato Mineiro foi emprestado à Platinense, de Santo Antônio da Platina, no norte do Paraná.
Em 1988, recebeu o convite para defender o VOCEM de Assis, onde ficou pouco mais de três meses.
Em seguida, acabou indo jogar no Novorizontino, onde em oito meses, disputou o Campeonato Paulista da Divisão Especial, onde fez uma ótima campanha, e o Campeonato Brasileiro da Série C.
Do Novorizontino, Fabinho foi para o Corinthians. Estreou em uma partida contra o Sampaio Corrêa, em 23 de julho de 1989, onde já marcou seu primeiro gol com o manto alvinegro. O Corinthians venceu o time do Maranhão por 1–0, graças a esse gol.
Atuando pelo Corinthians, Fabinho foi um dos heróis da conquista do Campeonato Brasileiro de 1990, ao lado de Wilson Mano, Ronaldo, Giba, Marcelo Djian, Tupãzinho, Márcio e Neto, o único craque de toda a equipe. Peça importante na equipe corintiana organizada pelo técnico Nelsinho Baptista, Fabinho ficou muito conhecido pela grande jogada feita contra o São Paulo, em um dos jogos da final do Campeonato Brasileiro de 1990, que acabou resultando no gol de Tupãzinho: "Eu tive a chance de marcar o gol do título, mas fico feliz pelo Tupãzinho. Ele é um cara que merece". O Corinthians venceu o jogo por 1–0, e faturou o primeiro Campeonato Brasileiro de sua história.
Entre 1993 e 1994, esteve emprestado pelo Corinthians ao Grêmio, onde manteve seu futebol raçudo e faturou dois títulos pelo time de Porto Alegre: o Campeonato Gaúcho de 1993 e a Copa do Brasil de 1994.
Voltou ao Corinthians em 1995 e se sagrou campeão da Copa do Brasil daquele ano. Em duas passagens pelo clube acumulou 258 jogos e 25 gols.
Em 1996, foi negociado com o Internacional, mas não conseguiu se consagrar no Beira-Rio como fez no Parque São Jorge e no Olímpico.
Acabou passando por clubes pequenos, como o Caldense, de Minas Gerais e, em 2002, encerrou a carreira no Santo André, time de sua cidade natal.
Atualmente, Fabinho vive em Santo André, cidade onde nasceu, e permanece atuando pela equipe dos masters do Corinthians, cuida dos interesses de alguns jogadores e ainda trabalha como uma espécie de olheiro pelo time do Noroeste, de Bauru.

## Títulos
Corinthians
- Campeonato Brasileiro: 1990
- Supercopa do Brasil: 1991
- Copa Bandeirantes: 1994
- Campeonato Paulista: 1995[11]
- Copa do Brasil: 1995

Grêmio
- Campeonato Gaúcho: 1993
- Copa do Brasil: 1994